# Thermophis baileyi
Thermophis baileyi (Rắn suối nước nóng Tây Tạng) là một loài rắn trong họ Rắn nước. Loài này được Wall mô tả khoa học đầu tiên năm 1907. Đây là loài đặc hữu Tây Tạng.

## Từ nguyên
Tên cụ thể, baileyi, để vinh danh  Frederick M. Bailey, một sĩ quan quân đội và nhà thám hiểm người Anh.

## Phạm vi phân bố
T. baileyi chỉ được tìm thấy ở các độ cao trên cao nguyên Tây Tạng. Loài này là loài đặc hữu của Tây Tạng và được ghi nhận lần đầu tiên vào năm 1907 bởi  Wall gần  Gyantze tại độ cao 4300 m trên mực nước biển (không có tọa độ chính xác).
Năm 1990 Macey và Papenfuss ghi nhận loài này từ khu vực suối nước nóng Yangbajain. Cho đến nay T. baileyi chỉ được biết đến từ một vài địa điểm. Bản đồ phân bố toàn diện của T. baileyi được cung cấp bởi  Hofmann et al. (2014), cho thấy rằng phạm vi địa lý của loài rắn là một khu vực giới hạn giữa Transhimalaya và Himalaya, dọc theo phần trung tâm của  Yarlung Zhangbo khu khâu.

## Tình trạng bảo tồn
Loài rắn này được IUCN coi là sắp nguy cấp. Trong những thập kỷ qua, việc khai thác năng lượng địa nhiệt ngày càng tăng đã dẫn đến sự phá hủy môi trường sống của suối nước nóng, dẫn đến mối đe dọa ngày càng tăng đến quần thể rắn suối nước nóng.